# 纽约市中心W酒店

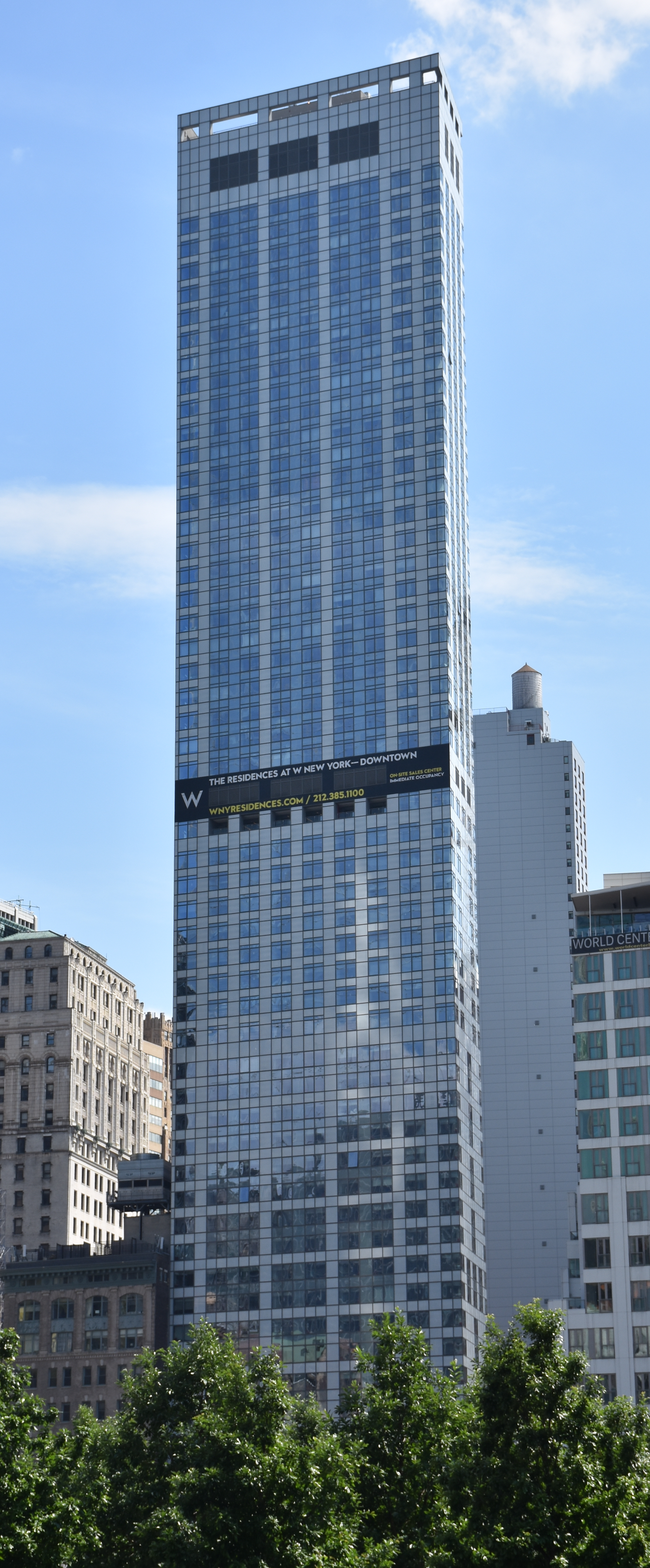
大楼西面

纽约市中心W酒店位于纽约市曼哈顿下城金融区，地址为奥尔巴尼街8号，高190米（630英尺）。 这座58层高的大楼与2010年建成，1层至22层被用作酒店，共有217间客房，23层至56层则为豪华住宅公寓。在57层有一处住户观景台，可以俯视哈德逊河风景，58层的租户则可观赏到曼哈顿下乘的全景风光。

## 先前的建筑
该建筑物所在地段原先为德意志银行大厦，一栋39层的办公楼，位于世界贸易中心南塔对街。2001年9月11日被毁。